# Chad Timberlake
Chad Timberlake (ur. 1 stycznia 1984 w Wiesbaden) – amerykański koszykarz, występujący na pozycjach rozgrywającego oraz rzucającego obrońcy.
W 2006 został wybrany w drafcie do ligi USBL przez zespół Brooklyn Kings z numerem 8 ogólnej listy. Wziął udział w kilku obozach szkoleniowych drużyn NBA, w 2006 – Washington Wizards, 2009 – New Jersey Nets i Philadelphia 76ers.

## Osiągnięcia
Na podstawie, o ile nie zaznaczono inaczej.
NCAA
- Mistrz turnieju konferencji NEC (2005)
- Mistrz sezonu zasadniczego konferencji NEC (2006)
- Wicemistrz turnieju konferencji NEC (2006)
- Zawodnik roku konferencji Northeast (2006)[4]
- Zaliczony do:
  - I składu:
    - All-NEC (2006)
    - turnieju NEC (2006)
    - najlepszych pierwszorocznych zawodników NEC (2003)

  - II składu:
    - All-NEC (2004, 2005)
    - All-Met Division I (2006)

  - All-American Honorable Mention (2006 przez AP)

Drużynowe
- Mistrz: 
  - Węgier (2010)
  - letniej ligi – Jersey Shore Summer Pro-League (2007)
- Wicemistrz Węgier (2012)
- Zdobywca Pucharu Węgier (2010)
- Uczestnik rozgrywek Eurocup (2006/07)

Indywidualne
- MVP letniej ligi – Jersey Shore Summer Pro-League (2007)
- Uczestnik:
  - Meczu Gwiazd PLK (2009)[5]
  - meczu gwiazd ligi NBL (2007)
  - węgierskiego meczu gwiazd (2012)
- Finalista konkursu wsadów PLK (2009)[6]
- Wybrany do:
  - I składu ligi NBL (2007)
  - składu Honorable Mention Team ligi izraelskiej (2011 przez Eurobasket.com)
  - I składu ligi węgierskiej (2012 przez Eurobasket.com)
  - składu Honorable Mention Team ligi niemieckiej (2013 przez Eurobasket.com)
  - II składu EuroCup Challenge (2007 przez Eurobasket.com)
- Najlepszy zagraniczny zawodnik ligi węgierskiej (2012 według Eurobasket.com)
- Najlepszy obrońca ligi węgierskiej (2012 według Eurobasket.com)